# Hospital San Vicente de Paúl (Costa Rica)
El Hospital San Vicente de Paúl es un centro médico estatal perteneciente a la Caja Costarricense del Seguro Social. Está ubicado en Avenida 16, calles 10 y 14, en el sur de la ciudad de Heredia, en la provincia del mismo nombre, Costa Rica. 
Fue fundado en el año 1872, siendo por lo tanto uno de los más antiguos del país. En el año 2010, se inauguraron sus nuevas instalaciones en otra ubicación en las afueras de la ciudad, a cargo de la empresa constructora EDICA Ltda.

## Historia
La historia del Hospital San Vicente de Paúl de la ciudad de Heredia se halla Íntimamente ligada al progreso de la misma, dado que ha sido una de las instituciones que más fuertemente han reflejado a la sociedad en donde ha existido. De 1866 data ya el interés de la comunidad herediana por tener en ella un centro hospitalario, habiéndose el 15 de enero de ese año contratado su construcción. A esta idea debieron soplarle vientos adversos, dados los costos económicos que su existencia implicaría; en el mismo sentido se vuelve a revivir la idea en febrero de 1868, ocasión en la que el Gobernador de la Provincia propone alquilar un local, crear la Junta de Caridad, establecer contribuciones, etcétera, pero las cosas tampoco pasaron de allí. 
El 6 de agosto de 1872, Heredia se vistió de gala para recibir la primera máquina de ferrocarril que inauguraba la vía desde Alajuela. La estación ferrocarrilera había quedado ubicada en el suroeste de la ciudad, en una sección bastante independiente del casco urbano principal. Dada la importancia adquirida a partir de entonces por la vía ferroviaria, se notó ya en mayo del siguiente año, la conveniencia de acercar más la parada del ferrocarril al centro de ella, en ocasión de la llegada a la ciudad del presidente Guardia. El Presidente ofreció aportar del tesoro nacional la suma de cinco mil pesos, para el arreglo de una calle que llevara hasta la estación; la Municipalidad solicitó más bien que se la trasladara a cuatro cuadras al sur del templo parroquial, cosa que se hizo efectivamente. 
El edificio original que se había levantado para estación, una vez concluida la nueva edificación, requería de un uso adecuado, pensándose entonces en que sería muy a propósito para el anhelado hospital. El 26 de mayo de 1875 el gobierno acordó la donación de dicha estación para instalar el hospital. El vecindario, así como la Municipalidad y Gobierno, dieron significativos aportes para que muy pronto el edificio estuviera en condiciones para atender a los que necesitaban de tales servicios. Entre los particulares que mayores empeños pusieron en asistir y contribuir a las mejoras materiales del mismo, se halló don Braulio Morales Cervantes, rico capitalista, y su distinguida esposa doña Esmeralda Gutiérrez de Morales. 
Entre los médicos de la ciudad que más empeño pusieron en que el mismo estuviese a la altura de su tiempo, debe imprescindiblemente mencionarse al doctor Juan J. Flores Umaña. En una biografía sobre el mismo, escribió don Luis Felipe González lo que sigue: "Al Doctor Flores se debe un valioso instrumental de Cirugía que obsequió al Hospital y el descubrimiento de las causas de las epidemias de disentería y de la fiebre de tifoidea que por mucho tiempo aparecieron en Heredia, provocando trastornos. Hizo ver que el origen de esas epidemias era la contaminación de las aguas potables por las mieles de café". Otro de los profesionales que mayores empeños pusieron por el mejoramiento del hospital de la ciudad, lo fue el Doctor Cirilo J. Meza (1847-1893), quien fundó en 1880 en la ciudad de Heredia una Sociedad Médica que integraba los médicos de entonces en ella, a saber los doctores don Antonio Pupa, don Cayetano Bosque, don Juan J. Flores, don Rafael y don Manuel J. Flores, don Policarpo Trejas, don Julián Zamora y el mismo doctor Meza. Es innegable que los progresos alcanzados en la misma, tuvieron que reflejarse necesariamente en un evidente progreso del Hospital de la ciudad. El Doctor Meza fue el fundador de las Conferencias de San Vicente y de un Hospicio de Huérfanos en Heredia. Por acuerdo n.º 194 de 27 de enero de 1898 se aprobaron los Estatutos de la Hermandad de Caridad y Hospital de San Vicente de Paúl, aprobados en octubre del año anterior por la Municipalidad de Heredia. La Hermandad era una institución piadosa encargada del sostenimiento, conservación y mejoras del Hospital y Cementerio y la formaban los principales vecinos de la ciudad, tanto porque suscribieron el acta de su fundación o porque posteriormente solicitaron su ingreso. La Junta de Gobierno la constituían un Presidente y tres vocales, más un Secretario. Conforme al mismo, sabemos que los enfermos recibían su alimentación de acuerdo con el siguiente horario: "A las 6 y 30 a.m. café o té con pan" "A las 9 y 30 a.m. almuerzo: caldo, huevo, carne, frijoles y dos tortillas". "A las 3 p.m. comida: caldo, carne, arroz, legumbres y dos tortillas". "A las 6 y 30 p.m., cena: café o té con pan". Todo esto, aparte de lo que los médicos indicaran. Ya en 1891 existía una 'Sociedad de Seí'íoras de San Vicente de Paúl, la que a lo largo de la historia ha hecho significativas contribuciones para mejorar y favorecer a dicha institución hospitalaria. Entre las primeras rentas que sc confirieron al Hospital, se citan las derivadas del impuesto sobre pasajes de ferrocarril al Atlántico y en 1912 se señala que también al del Pacífico, y que era el 10% del impuesto por pasajes. Era además costumbre en la comunidad, el dar donativos en especie, para ayudar al mantenimiento del mismo; se sabe por caso que casi nunca se compraba la leña que demanda los servicios de cocina, que como indica un informe de 1923, "prueba con marcada evidencia que el Centro cuenta con la valiosa simpatía de los caritativos heredianos". En 1923 era evidente que el Hospital necesitaba una mejora fundamental en su ya vieja estructura de la planta física, e indispensables ampliaciones en sus servicios. Existía además la coyuntura de una mejoramiento en las rentas aportadas por el estado, a más de una sustancial donación hecha al Hospital por la dama doña Lucila Brealey de Morales, quien dejó un legado de 9725.000 para levantar uno de los pabellones del edificio. Al contar con recursos, se compró primero un terreno anexo y luego se completó la adquisición de la mayor parte del área encerrada por calles, del mismo Hospital, paso importante para el posterior desarrollo del mismo. La Junta Directiva que inició y llevó a término la construcción del Hospital estuvo presidida por el doctor Eduardo González Flores, su secretario lo fue don Jacinto Trejas, y vocales don J. Ramón Solera S, don Eduardo Chaverri S. y el doctor Marcos Rodríguez. El Hospital estuvo cerrado desde julio de 1923 hasta el 8 de diciembre de 1926 en que se inauguró el edificio totalmente remodelado en su parte antigua y con nuevos pabellones. Para financiar la obra hubo del gobierno dos aportes que completaron un monto de 9725.000, otro de la Junta de Caridad de San José por 9710.000, el de la señora Morales y el de la comunidad herediana, en diversas formas. Los periódicos de la época describen con bastante claridad las características del moderno edificio construido con verdadero buen gusto y funcionalidad, que se abría en su puerta principal hacia el lado de la vía férrea. Le tocó inaugurar la obra al Presidente Ricardo Jiménez. Gracias a las gestiones de la misma Junta, las hermanas de Caridad tomaron a su cargo la asistencia a la institución, con Sor Gabriela como la primera superiora y dos monjas más, Sor Matilde y Sor Victoria. El discurso de fondo, verdadera evocación e hisotira del Hospital de la ciudad, estuvo a cargo del profesor D. Luis Dobles Segreda. Lo que queda por decir es mucho, pero es historia más reciente, de modo que cerramos aquí estas breves notas sobre el Hospital San Vicente de Paúl.

## Características técnicas del edificio
El Hospital San Vicente de Paúl se ubica en el sector suroeste de la ciudad de Heredia en Avenida 16, calles 10 y 14, en un área aproximada de 11 ha, cercano a la línea del ferrocarril que comunica con San José y Alajuela.
Este proyecto está constituido por seis edificios, que incluye un área de consulta externa, emergencias, laboratorios rayos X, cirugía, farmacia, hospitalización, casa de máquinas y un último módulo que comprende obras exteriores como pavimentos, jardinería y arborización. Además, la obra cuenta con 42 consultorios, 9 salas de quirófanos, 10 consultorios de urgencias, 5 salas de partos, 3 consultorios de odontología y 10 salas de diagnóstico por imágenes.
El hospital posee un equipo de más de 7,500 piezas médicas por un valor superior a $18 millones y un mobiliario completo para todas las áreas del hospital. En el área de rayos x se cuenta con 2 salas de Rx convencionales, 2 de salas Rx especializado con fluroscopía, una sala de mamografía, una sala de Rx odontológico y además de un tomógrafo helicoidal para una atención especializada a todos
También, el edificio cuenta con lámparas quirúrgicas con tecnología LEED y centrales de monitoreo para los usuarios. Uno de los aspectos que resaltó el Ing. Barrantes en la construcción de la obra es la laguna de retención de aguas pluviales con que cuenta el proyecto, que tiene una capacidad de retención aproximada de 8300 m³.